# Домашній чемпіонат Великої Британії 1898
Домашній чемпіонат Великої Британії 1898 — п'ятнадцятий розіграш домашнього чемпіонату, футбольного турніру за участю збірних чотирьох країн Великої Британії (Англії, Шотландії, Уельсу і Ірландії).

## Таблиця
| Поз | Команда    | І | В | Н | П | ГЗ | ГП | РГ | О |  |
| --- | ---------- | - | - | - | - | -- | -- | -- | - |  |
| 1   | Англія (C) | 3 | 3 | 0 | 0 | 9  | 3  | +6 | 6 |  |
| 2   | Шотландія  | 3 | 2 | 0 | 1 | 9  | 5  | +4 | 4 |  |
| 3   | Ірландія   | 3 | 1 | 0 | 2 | 3  | 6  | −3 | 2 |  |
| 4   | Уельс      | 3 | 0 | 0 | 3 | 2  | 9  | −7 | 0 |  |